# Marcel Vicaire
Marcel Vicaire, né à Paris, dans le 16e arrondissement, le 29 septembre 1893 et mort à Saint-Étienne le 22 novembre 1976, est un peintre orientaliste, ainsi que graveur, sculpteur, illustrateur. Il est le membre fondateur de l'Association des peintres et sculpteurs français du Maroc. 

## Biographie
Marcel Marie Émile Vicaire est le fils de Georges Vicaire (1853-1921), bibliophile et bibliographe, premier conservateur de la collection Charles de Spoelberch de Lovenjoul conservée dans l'Hôtel Lovenjoul à Chantilly.
Il a pris part à de nombreuses manifestations d'art français à l'étranger, notamment à Amsterdam, La Haye, Tokyo, Rome, etc.
L'État français a acquis plusieurs de ses œuvres. Plusieurs de ses toiles sont propriété de certains musées de France, d'Amérique et du Maghreb (Alger et d'Oran).
Président de l'association des « Amis du vieux Saint-Germain » de 1964 à 1968.
Réformé en raison d'un handicap de la hanche, il réussit à se faire engager comme volontaire pendant la guerre 1914-1918 à la compagnie des Aérostiers, puis il est réformé définitivement le 21 septembre 1917 en raison de l'aggravation de son handicap dont il conservera une boiterie toute sa vie.

## État des services civils
Marcel Vicaire est recruté au Maroc en qualité de sous-inspecteur régional des arts indigènes le 1er juin 1923 par le général Lyautey, affecté à l'Inspection régionale de Rabat et chargé à ce titre de la conservation du Musée des Oudayas, du contrôle du cabinet de dessin, du contrôle des ateliers d'État (tapis), de l'estampillage des produits artisanaux, des produits artisanaux privés, des artisans à domicile. À sa demande, il est affecté à Fès en qualité d'Inspecteur des Arts Indigènes en 1924, et nommé inspecteur des beaux-arts et des monuments historiques et sera conservateur du musée du Batha durant 19 ans.
Il est muté à Rabat en 1945 et nommé le 1er août 1946 chef du service des arts et métiers marocains dont il assure la réorganisation.
Le service participe à de nombreuses expositions en France et à l'étranger : Salon des artistes décorateurs, artisanat à Florence, artisanat à Madrid, exposition nationale du travail et l'organisation de liaison avec les services des arts Tunisiens, de l'artisanat tunisien, de l'artisanat Algérien, de l'artisanat métropolitain (Semaine des arts et techniques de l'Afrique du Nord).
À l'Indépendance du Maroc, en 1956, il est affecté au ministère marocain de l'Éducation nationale, de la Jeunesse et des Sports en raison de la séparation de l'ancien service des Métiers et Arts marocains en service de l'Artisanat (ministère de l'Industrie et du Commerce) et service des Arts et du Folklore (Ministère de l'Éducation nationale, de la Jeunesse et des Sports). Il prend en charge : l'organisation du service des arts et du folklore ; la direction des musées d'art musulman, des conservatoires de musique et de danse ; le développement de la culture en milieu marocain ; des études folkloriques ; des réalisations de films documentaires ; un projet de musée national des beaux-arts marocain et un projet d'École nationale marocaine des beaux-arts et d'un Conservatoire national de musique et de danse.
Il revient en France en 1958 et prend sa retraite avec le grade de conservateur en chef des musées nationaux honoraire.

## Distinctions
- Officier du Ouissam alaouite (Maroc)
- Officier du Nichan Iftikhar (Tunisie)
- Officier de l'Instruction publique
- Officier du Mérite artisanal
- Médaille commémorative de la guerre 1914-1918
- Médaille interalliée 1914-1918
- Insigne des blessés de guerre 1914-1918
- Chevalier de la Légion d'honneur, pour son œuvre au Maroc, sur proposition du ministre des Affaires marocaines et tunisiennes, en 1955

## Prix, récompenses et affiliations
- Inspecteur des Métiers et Arts indigènes assumant aussi la fonction d'Inspecteur des Beaux-arts et des Monuments historiques
- Conservateur du musée du Batha à Fès,
- Membre de la Société des peintres orientalistes
- Membre fondateur de l'association « Les Amis du Vieux Saint-Germain » (1923)
- Membre fondateur de l'"Association des Peintres et sculpteurs français du Maroc "1924
- Médaille d'argent de la Société des artistes français (1925)
- Hors concours Exposition coloniale des artistes français, section peinture (1931)
- Membre du jury à l'Exposition coloniale de 1931, section céramique
- Membre de la commission chérifienne d'histoire militaire
- Membre correspondant de l'Académie internationale de céramique
- Membre du Comité marocain de la recherche scientifique
- Lauréat de la Société coloniale des artistes français (1932)
- Médaille de vermeil de la Société d'encouragement pour l'industrie nationale (1935)
- Fondateur et vice-président de la société « Les amis de Fès »
- Rénovateur, à Fès, de la musique andalouse, animateur du groupe idrissite de musique andalouse de Dar Adyiel.

## Publications
Marcel Vicaire publie Au Maroc, feuilles d'album en 1922 et exécute à la demande de Gabriel Hanotaux, des illustrations en noir et en couleurs pour le tome XIII de l'l'Histoire de la Nation Française ("Histoire des lettres" : de Ronsard à nos jours), Plon, Paris 1923, et le tome III (Maroc) de l'Histoire des colonies françaises.
Il orne d'aquarelles deux poèmes de  son oncle Gabriel Vicaire, Kéris 1921 et le Miracle de Saint Nicolas 1928.
Il est l'auteur de publications et de très nombreuses études sur les arts marocains, et, au Bulletin de la Société de l'histoire de l'art français de deux publications, l'une portant sur « Deux dessins inédits d'Alice Ozy par Théodore Chassériau (1819-1856) », l'autre sur « Les projets de Marochettiti pour le tombeau de l'Empereur Napoléon ».